# Josef Holzer (Dirigent)
Josef Holzer (* 20. Dezember 1881 in Budapest; † 13. Juni 1946 in Hilversum, Niederlande) war ein österreichischer Dirigent und Komponist.

## Leben
Josef Holzer erhielt seine musikalische Ausbildung am Konservatorium der Gesellschaft der Musikfreunde in Wien. Von 1905 bis 1927 war er Dirigent am Carltheater, wo er zahlreiche Uraufführungen namhafter Operetten leitete. Ab 1928 wirkte er im Österreichischen Rundfunk zunächst als musikalischer Leiter von Operettenaufführungen, später auch als Gestalter von Unterhaltungssendungen mit eigenem Orchester. Ab 1933 war er Leiter des neu gegründeten Funkorchesters der Wiener Symphoniker. Als solcher erlangte er über viele im Programmaustausch auch europaweit ausgestrahlte Sendungen zur Wiener Musik internationale Bekanntheit. 1938 wurde er von den Nationalsozialisten als vom Judentum konvertierter Katholik seiner Stellung enthoben und emigrierte in die Niederlande. Dort fand er eine Anstellung beim VARA-Orchester und konnte auch in der Besatzungszeit (in eingeschränktem Maß) seinen Beruf weiter ausüben. Eine Rückkehr in seine Heimat war Josef Holzer nicht mehr vergönnt. Er starb 1946 in Hilversum.

## Auszeichnungen
- Ritterkreuz des Österreichischen Verdienstordens (1937)